# Anthony Jones (cestista 1967)
Anthony Jones (Lawton, 21 marzo 1967) è un ex cestista statunitense, professionista in Europa.

## Carriera
È stato selezionato dai Los Angeles Lakers al secondo giro (52ª scelta assoluta) del Draft NBA 1991.